# Bracconaggio

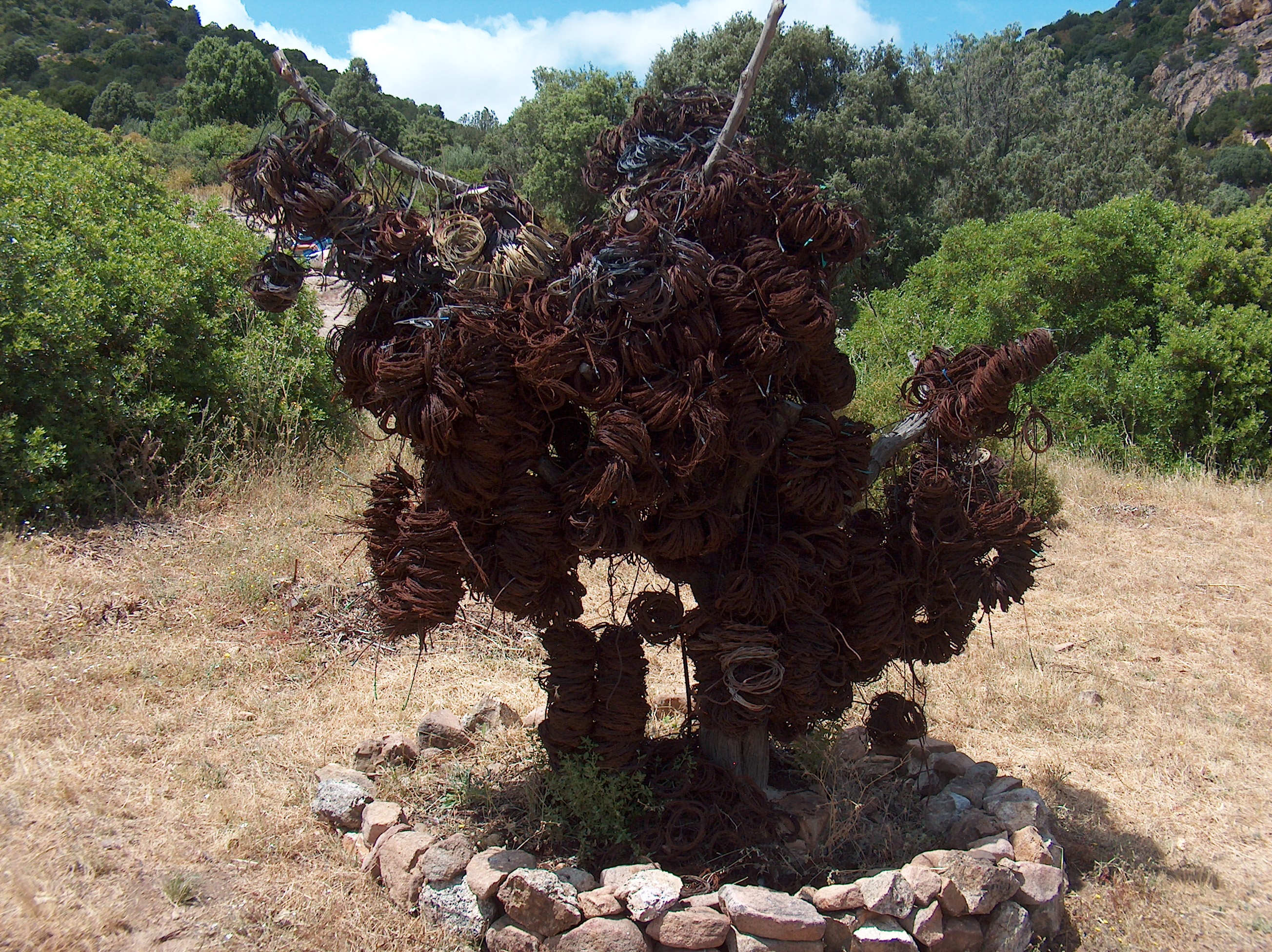
Lacci raccolti e distrutti dalle guardie del WWF della Riserva di monte Arcosu, usati per la cattura del cinghiale sardo e del cervo sardo

Il bracconaggio, noto anche come caccia di frodo e pesca di frodo, è un’attività criminale consistente nella caccia e nella pesca svolte in violazione delle normative vigenti.

## Storia
Nell'antichità la selvaggina era spesso considerata res nullius, cioè di proprietà di nessuno, ma con la nascita della proprietà privata tribale e con il sopraggiungere del Medioevo, la selvaggina divenne un esclusivo patrimonio dei feudatari, dei regnanti e dei loro ospiti. Ciò privò il popolo di una delle fonti alimentari, dando vita al bracconaggio. Si suppone che i primi a istituire il sistema delle riserve di caccia siano stati i Franchi, il cui scopo era sia di riservarsi tutta la selvaggina, come simbolo del prestigio e di dominio nei loro possedimenti. Il bracconaggio venne quindi inserito nei codici penali dei regnanti e dei feudatari come furto verso la loro proprietà.
Con l'avvento delle leggi moderne sulla caccia a partire dal XX secolo, si è sviluppata una maggiore consapevolezza circa i diritti degli animali e la tutela della fauna, diversi Stati del mondo hanno adottato normative in materia.

## Caratteristiche
Oggi nel bracconaggio rientrano una miriade di atti e azioni, direttamente connesse all'abbattimento, alla cattura o alla detenzione di animali selvatici, in violazione alle norme vigenti:
- La caccia e la pesca all'interno di aree protette
- la caccia e la pesca fuori dagli orari e dai periodi prestabiliti
- la caccia e la pesca fatta senza l'apposita licenza
- la caccia fatta senza rispettare i limiti massimi di carniere giornalieri e/o stagionali
- la caccia con balestre e strumenti non contemplati nei mezzi di caccia consentiti
- la caccia di animali di proprietà o per i quali qualcun altro ha legalmente il diritto esclusivo di caccia
- la caccia fatta usando tecniche illegali (uso di lacci; tagliole; reti; armi non previste dalla legge quadro o capaci di esplodere più cartucce rispetto a quanto la stessa norma prevede; richiami acustici a funzionamento meccanico, elettromagnetico o elettromeccanico, con o senza amplificazione del suono; sparando da automobili, natanti, ecc.)
- la caccia di animali che appartengono a specie a rischio, così come stabilito dalla legge quadro in materia o dal calendario venatorio vigente nella rispettiva regione di competenza, altresì sono specie particolarmente protette o protette, tutte le altre specie oggetto di tutela da parte di direttive comunitarie, convenzioni internazionali o con apposito decreto del Presidente del Consiglio dei ministri, poiché dichiarate in via d'estinzione.
- l'uccellagione nonché la cattura e la detenzione di fauna selvatica oggetto di tale apprensione illecita.
- la pesca effettuata usando tecniche illegali (esplosivi, corrente elettrica, veleni, pesca con autorespiratori, raccolta dei datteri di mare, ecc.)
- la cattura di pesci al di sotto delle misure minime
- la pesca di una quantità di pesci superiore al massimo giornaliero consentito
- l'utilizzo di armi da fuoco con matricola abrasa, di modo che non si possa risalire al possessore.

## Antibracconaggio
In tutte le regioni italiane, sul fronte della lotta al bracconaggio sotto le sue varie forme, risultano attive numerose associazioni, soprattutto di protezione ambientale, che tramite propri volontari o guardie giurate venatorie volontarie, attuano attività di contrasto al fenomeno. Istituzionalmente, gli organi di polizia sono tutti competenti in ordine ai reati di bracconaggio; tuttavia sono particolarmente impegnati e specializzati, la Polizia provinciale, il Comando unità per la tutela forestale, ambientale e agroalimentare (e in particolare il Nucleo Operativo Antibracconaggio) e i corpi forestali regionali e delle province autonome. Le normative che mirano alla prevenzione e repressione del bracconaggio sono diverse, a partire dalla Legge 11 febbraio 1992, n. 157, in materia di "Norme per la protezione della fauna selvatica omeoterma e per il prelievo venatorio" e alle varie leggi regionali, anche quelle sulla tutela della cosiddetta fauna minore. Specie in relazione all'esercizio della caccia, le regioni e le province possono emanare regolamenti e disposizioni, oltre al calendario venatorio, al fine di disciplinare l'attività in modo più appropriato. A tutela di molte specie, sono intervenute nel tempo diverse direttive comunitarie, convenzioni internazionali e decreti del Presidente del Consiglio dei Ministri. Secondo la recente giurisprudenza, chi è colto nell'apprensione di fauna selvatica, privo di regolare licenza di caccia è passibile, oltre che delle violazioni specifiche previste dalle vigenti normative, anche del delitto di furto aggravato ai sensi degli artt. 624 - 625 c.p. Altre norme del codice penale o in materia di armi e munizioni, possono concorrere in diversi casi di bracconaggio.

## Impatto delle leggi contro il bracconaggio sui popoli indigeni
L'applicazione delle leggi sulla fauna selvatica e contro il bracconaggio hanno molto spesso un impatto negativo sulle comunità indigene in tutto il mondo, che dipendono dalla caccia per la propria sopravvivenza. Ad esempio, i Boscimani del Botswana vengono arrestati, torturati e persino uccisi dalle guardie forestali se sorpresi a cacciare, mentre in India molti indigeni sono stati sfrattati illegalmente dalle loro terre nel nome della creazione di riserve naturali per la protezione degli animali (come nel caso delle riserve delle tigri di Kanha e di Similipal).
Gli indigeni, inoltre, vengono spesso accusati falsamente di contribuire al declino della fauna selvatica. In Asia sono i più colpiti dalle misure per la conservazione della tigre nonostante vi siano studi che dimostrano che nelle aree in cui gli indigeni continuano a vivere vi è un numero maggiore di tigri (come emerge, ad esempio, da una ricerca nel Chitwan National Park in Nepal).
Survival International, il movimento mondiale per i diritti dei popoli indigeni, denuncia che “i popoli indigeni vengono sfrattati illegalmente dalle loro terre ancestrali nel nome della ‘conservazione’, ma in realtà sanno prendersi cura dei loro ambienti meglio di chiunque altro: sono i migliori conservazionisti. Oggi gli indigeni vengono accusati di ‘bracconaggio’ perché cacciano per procurarsi il cibo, mentre i collezionisti di trofei sono incoraggiati a uccidere grandi animali in cambio di denaro. Nel marzo 2015 Survival International, insieme a numerose organizzazioni indigene del mondo ed esperti di popoli cacciatori-raccoglitori, ha lanciato un appello per chiedere ai leader mondiali di riconoscere "il diritto dei popoli indigeni a cacciare per sopravvivere".

## Pesca industriale illegale
A livello mondiale con l'incremento moderno dell'industria ittica che si avvale di pescherecci sempre più grandi attrezzati con tecnologie più avanzate che permettono di individuare i banchi di pesci e calare enormi reti anche in aree un tempo non pescabili per la presenza di scogli, ha causato già in alcune zone fenomeni di sovrapesca con esaurimento degli stock ittico. A causa della difficoltà di poter controllare il rispetto delle normative di queste attività in tutti gli oceani sono note macroscopiche illegalità attuate da cosiddetti pescherecci pirata. Oltre ai fenomeni deleteri di natura ambientale la pesca industriale illegale ha impatti sociali devastanti sulle popolazioni rivierasche che vivono da secoli dei frutti della pesca con metodi artigianali, soprattutto nei Paesi più poveri, rimanendo senza sostentamento alcune di queste popolazioni africane si sono inventate attività piratesche ai danni delle navi mercantili di passaggio come la pirateria somala.